# Selaginella gypsophila
Selaginella gypsophila là một loài dương xỉ trong họ Selaginellaceae. Loài này được A.R. Sm. & T. Reeves mô tả khoa học đầu tiên năm 1984.